# 大葉草
大葉草（Axonopus Compressus),也称大叶油草、地毯草，是香港常見地禾本科毯草屬植物，多年生匍匐草本。原産熱帶美洲，主要分布海南、廣東，常見於香港各地公園及草地。